# Афричка белокрста чиопа
Афричка чиопа (лат. Apus caffer) мала је врста чиопе. Иако је ова врста птице јако слична градској ласти, ипак није ни близу сродна птицама певачицама којима припадају ласте. Сличност чиопа и ласта је због конвергентне еволуције узроковане сличним екологијама ових двеју породица птица.

## Опис
Ово је 14-15 центименатара дугачка птица, која као и сродне врсте има кратак реп и дугачка закривљена крила која када су отворена подсећају на бумеранг или српасти месец. Тело је потпуно црно изузев светлог грла и уског надрепног дела који је такође светао. Јако је слична малој чиопи, само је виткија, тамнија и ума више усечен реп и ужи светлији надрепак. Чиопе имају јако кратке ноге које користе за пузање уз вертикалне површине. Никада својевољно не седе на хоризонталној површини. Већину живота проводе у ваздуху, хранећи се инсектима које хватају својим кљуновима. Воду пију у лету.
Ово је јако тиха врста у поређењу са малом чиопом и понекад се оглашава пиштућим трилерима.

## Екологија
Ова врста заузима гнезда мале чиопе и ластама које граде гнезда облика реторте. У Европи и северној Африци то су даурска ласта, а јужно од Сахаре у паразитира у гнездима струнорепе ласте (лат. Hirundo smithii). Прави власници гнезда су најчешће отерани или афричка чиопа настани гнездо и обдије да оде. Једном окупирано, гнездо чиопа пресвлачи пљувачком и перјем и полаже једно до два јајета.
Станиште врсте је одређено домаћином, а то су пре свега зграде и грађевине које је направио човек.

## Распрострањење
Афричка чиопа се гнезди у већем делу субсахарске Африке и проширила се до Марока и јужне Шпаније. Популације из Шпаније, Марока и Јужне Африке су миграторне, иако се њихова зимовалишта не знају. Птице из тропске Африке су станарице, мада су уочена сезонска померања.